# Martino Valle Da Rin
Martino Valle Da Rin (San Candido, 31 dicembre 1989) è un hockeista su ghiaccio italiano, di ruolo portiere.

## Carriera

### Club
Cresciuto nel vivaio del Cortina, è stato aggregato alla prima squadra già nella stagione 2007-2008, ma non scese mai sul ghiaccio. Nelle due stagioni successive vestì la maglia del Real Torino Hockey Club con cui ha esordito in seconda serie, ricoprendo il ruolo di back-up di Federico Bobba (nella prima stagione) e di Marcello Platè (nella seconda).
Rientrato al Cortina nella stagione 2010-2011, pur ricoprendo il ruolo di secondo portiere dietro al titolare (dapprima Adam Russo poi Adam Munro), riuscì a fare il suo esordio in massima serie. Nel novembre del 2010 venne trovato positivo ad un controllo antidoping. Si trattava tuttavia di una sostanza contenuta in un medicinale per l'asma che il giocatore utilizzava regolarmente, ma la cui denuncia era arrivata agli uffici del CONI in ritardo. Trattandosi dunque di un errore formale, la sanzione inflitta fu minima: un mese di squalifica.
Fece ritorno in seconda serie per le stagioni 2011-2012 (con l'EV Bozen 84) e 2012-2013 (con il Caldaro). Dopo un'ulteriore stagione con una squadra altoatesina, il Dobbiaco iscritto all'epoca nella quarta serie austriaca, nel 2014 ha fatto ritorno al Cortina. Vi rimase per quattro stagioni, fungendo da secondo dapprima di Anthony Borelli, poi di Joni Puurula, quindi, con il passaggio alla Alps Hockey League, di Marco De Filippo Roia.
Nella stagione 2018-2019, pur rimanendo in Alps Hockey League, cambiò squadra: divenne titolare dell'Hockey Milano Rossoblu. Fu una stagione complicata, e nell'estate del 2019, Valle Da Rin fece ritorno ancora una volta al Cortina. Venne confermato sia per la stagione 2020-2021 che per la stagione 2021-2022, sempre come secondo di De Filippo Roia. Durante quest'ultima stagione, impegni lavorativi lo costrinsero a lasciare il posto di secondo al giovane Sandro Lancedelli, ed al termine della stagione a Valle Da Rin non venne rinnovato il contratto.
Rimasto fermo una stagione, ha disputato l'Italian Hockey League 2023-2024 e 2024-2025 vestendo nuovamente la maglia del Dobbiaco.

### Nazionale
Martino Valle Da Rin ha raccolto due presenze in azzurro.